# Protosticta hearseyi
Protosticta hearseyi – gatunek ważki z rodziny Platystictidae.